# Aarya Babbar
Aarya Babbar (punjabi: ਆਰੀਆ ਬੱਬਰ, hindi: आर्य बब्बर) ; født 24. maj 1981 i Mumbai, Indien) er en indisk skuespiller, der har medvirket i Bollywood- og Punjabifilm.[kilde mangler]